# جیان جورجیو تریسینو
جیان جورجیو تریسینو (ایتالیایی: Gian Giorgio Trissino; ۸ ژوئیهٔ ۱۴۷۸ – ۸ دسامبر ۱۵۵۰) شاعر، نویسنده، نمایشنامه‌نویس، زبان‌شناس و فیلسوف انسان‌گرای رنسانس اهل جمهوری ونیز بود.

## تولد، تحصیلات، و زندگی سیاسی
تریسینو در خانواده‌ای اشراف‌زاده در ویچنزا متولد شد. زمانی که قشون ماکسیمیلیان یکم، امپراتور مقدس روم در ژوئن ۱۵۰۹ وارد ویچنزا شد، او به‌همراه برخی از خانواده‌های اشرافی دیگر پشت امپراتور درآمد. پس از آنکه ونیز ویچنزا را در ۱۲ نوامبر ۱۵۰۹ باز پس گرفت، تریسینو به سبب این خیانت مجازات و به تبعید فرستاده شد.
او سپس به آلمان و لمباردی سفر کرد و در سال ۱۵۱۶ از سوی ونیز عفو شد. در نهایت تحت حمایت پاپ لئون دهم، پاپ کلمنت هفتم و پاپ پائولوس سوم قرار گرفت.
تریسینو زبان یونانی را در میلان از دمتریوس چالکوکوندیلس و فلسفه را در فرارا از نیکولو لئونیسنو آموخته بود. به دلیل این آموخته‌های انسان‌گرایانه او را به پاپ لئون دهم که پاپی انسان‌گرا بود معرفی کردند و لئون او را در ۱۵۱۵ به عنوان نونسیو (رسول پاپ) به آلمان فرستاد. بعدها پاپ کلمنت هفتم نیز از او در سمت وزیر استفاده کرد.
در ۱۵۳۲ امپراتور شارلکن او را به درجه کنت پلتین مفتخر ساخت. با وجود تبعیدش از وینچنزا، در تمام ایتالیا او را به دیده احترام می‌نگریستند و هر کجا که حضور پیدا می‌کرد آنجا به تجمع شاعران، پژوهشگران و دیگر مردان فرهنگی دوران تبدیل می‌شد.
تریسینو از ۱۵۳۸ تا ۱۶۴۰ به دانشگاه پادووا بازگشت تا مطالعاتش دربارهٔ افلاطون و مسئلهٔ ارادهٔ آزاد را پی گیرد.

## ادبیات
تریسینو در تلاش بود تا سنن ادبی یونان و روم باستان را زنده سازد. اثر تراژدی او با عنوان سوفونیسبا (۱۵۱۵) نخستین اثر تراژدی در دوران مدرن اولیه بود که به اصول کلاسیک پایبندی نشان می‌داد و در کل قرن شانزدهم از آن استقبال بسیاری شد. ملن دو سن-ژله آن را به زبان فرانسوی ترجمه کرد و در ۱۵۵۶ با موفقیت بسیار روی صحنه رفت.
تریسینو معتقد به رعایت اصول نظم ارسطویی بود و بر اشعار بی‌نظم و آزادی مثل اثر حماسی لودوویکو آریوستو نقد داشت. در اثر حماسی منظم خودش با عنوان آزادی ایتالیا از گوت‌ها (۱۵۴۷–۱۵۴۸) که دربارهٔ اردوکشی‌های بلیساریوس در ایتالیا بود تلاش کرد تا نشان دهد که می‌توان با پایبند ماندن به اصول کلاسیک در زبان‌های محلی شعر گفت.

## معماری
تریسینو نقش مهمی در ابتدای فعالیت‌های آندره‌آ پالادیو داشت و این دو با هم دوستی صمیمی و طولانی داشتند. تریسینو ابتدا هنگام ساخت ویلای کریکولی با پالادیو (که آن زمان آندریا دی پیترا دیا گاندولا نام داشت و لقب پالادیو را بر اساس شخصیتی در آزادی ایتالیا از گوت‌ها برگزید) آشنا شد و او را تحت حمایت خود درآورد.

## زبان‌شناسی
او نخستین کسی بود که پیشنهاد کرد حروف J از I و V از U در الفبای ایتالیایی از هم تفکیک شود.

## درگذشت
تریسینو در دسامبر ۱۵۵۰ در رم درگذشت.

## یادداشت
1. ↑  Sophonisba
2. ↑  l'Italia liberata dai Goti
3. ↑  Andrea di Pietro della Gondola